# فاتسواف كوالسكي
فاتسواف كوالسكي (بالبولندية: Wacław Kowalski)‏ هو ممثل بولندي، ولد في 2 مايو 1916 بغاغارين في روسيا، وتوفي في 27 أكتوبر 1990 في بولندا.

## وصلات خارجية
- فاتسواف كوالسكي على موقع IMDb (الإنجليزية)
- فاتسواف كوالسكي على موقع قاعدة بيانات الفيلم (الإنجليزية)